# Ulanen-Regiment „König Wilhelm I.“ (2. Württembergisches) Nr. 20
Das Ulanen-Regiment „König Wilhelm I.“ (2. Württembergisches) Nr. 20 war von 1807 bis 1919 ein Kavallerieverband der Württembergischen Armee.

## Geschichte

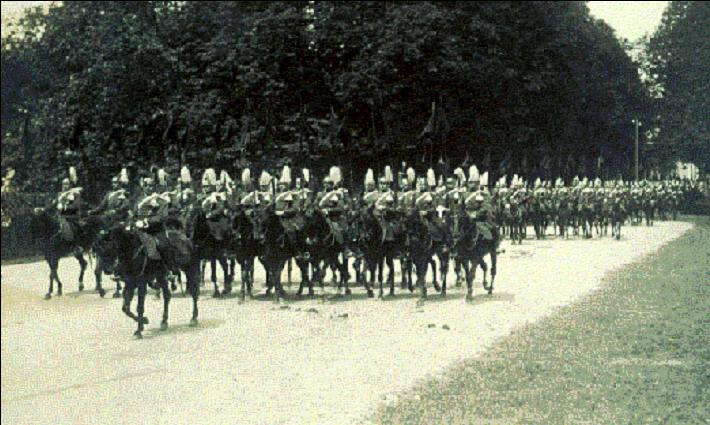
Ulanen-Regiment „König Wilhelm I.“ (2. Württembergisches) Nr. 20 auf dem Marsch zur Parade um 1907

### Name
Das Regiment wurde am 24. Juli 1809 aus Depots als Dragoner-Regiment mit vier Eskadronen gebildet (zuerst nur drei beritten, die 4. ab 30. September) mit einer Stärke von 20 Offizieren, 41 Unteroffizieren, 368 Dragonern, 8 Non-Combatanten und 309 Pferden und erhielt am 11. Oktober den Namen Dragoner-Regiment Kronprinz. Am 25. Mai 1811 wurde es umbenannt in Kavallerie-Regiment Nr. 5 Dragoner Kronprinz, am 11. November 1813 in Kavallerie-Regiment Nr. 3 Dragoner Kronprinz. Im November 1815 wurde das Regiment in ein Jäger-Regiment umgewandelt, ab 4. Dezember mit dem Namen Jäger-Regiment zu Pferd Nr. 3 Kronprinz. Im November 1816 erhielt es Mannschaften und Pferde von 2 Eskadronen des aufgelösten Jäger-Regiments zu Pferd Nr. 5, blieb aber weiter in 4 Eskadronen gegliedert und hieß ab 13. November Kavallerie-Regiment Nr. 3. Mit der Militärreform 1817 wurde es (wie alle württembergischen Regimenter) am 31. März neu benannt in 3. Reiter-Regiment.
Durch einen Erlass König Karls vom 19. Dezember 1864 wurde an die frühere Tradition angeknüpft und so die Namen einiger Regimenter erweitert, das Regiment erhielt einen Zusatz zur Erinnerung an seinen ehemaligen Regimentsinhaber und hieß nun 3. Reiter-Regiment König Wilhelm. Am 18. Dezember 1871 erhielten alle württembergischen Regimenter zusätzliche Nummern. Diese entsprachen der fortlaufenden Nummerierung aller Regimenter des deutschen Bundesheeres, unabhängig von ihrer Zugehörigkeit zu einem der Kontingente, das Regiment erhielt die Nummer 20: 2. Württembergisches Ulanen-Regiment König Wilhelm Nr. 20. Alle Truppenteile erhielten am 14. Dezember 1874 die Namen in der endgültigen Schreibweise und Nummerierung: Ulanen-Regiment König Wilhelm (2.Württ.) Nr. 20. Nach der Thronbesteigung König Wilhelms II. 1891 wurde der Name des Regiments ergänzt, da sich der bisherige Zusatz auf König Wilhelm I. (1816–1864) bezog. Somit war der letzte Name Ulanen-Regiment König Wilhelm I. (2. Württ.) Nr. 20.
Aus dem Regimentsbefehl vom 25. April 1919: „Durch Verfügung des Kriegsministeriums Ia Nr. 17431 vom 16. April 1919 ist die Auflösung des stehenden Heeres angeordnet. Die Auflösung des Regiments erfolgt mit dem 30. April 1919.“ Ein Rumpfregiment bestand noch bis 30. September 1919 und wurde am 1. Oktober 1919 in die Abwicklungsstelle Ulanen-Regiment 20 umgewandelt. Diese wurde am 27. September 1920 nach Stuttgart verlegt und dort endgültig aufgelöst.
Die Tradition des Regiments übernahm in der Reichswehr die 1. (württembergische) Eskadron des 18. Reiter-Regiments.

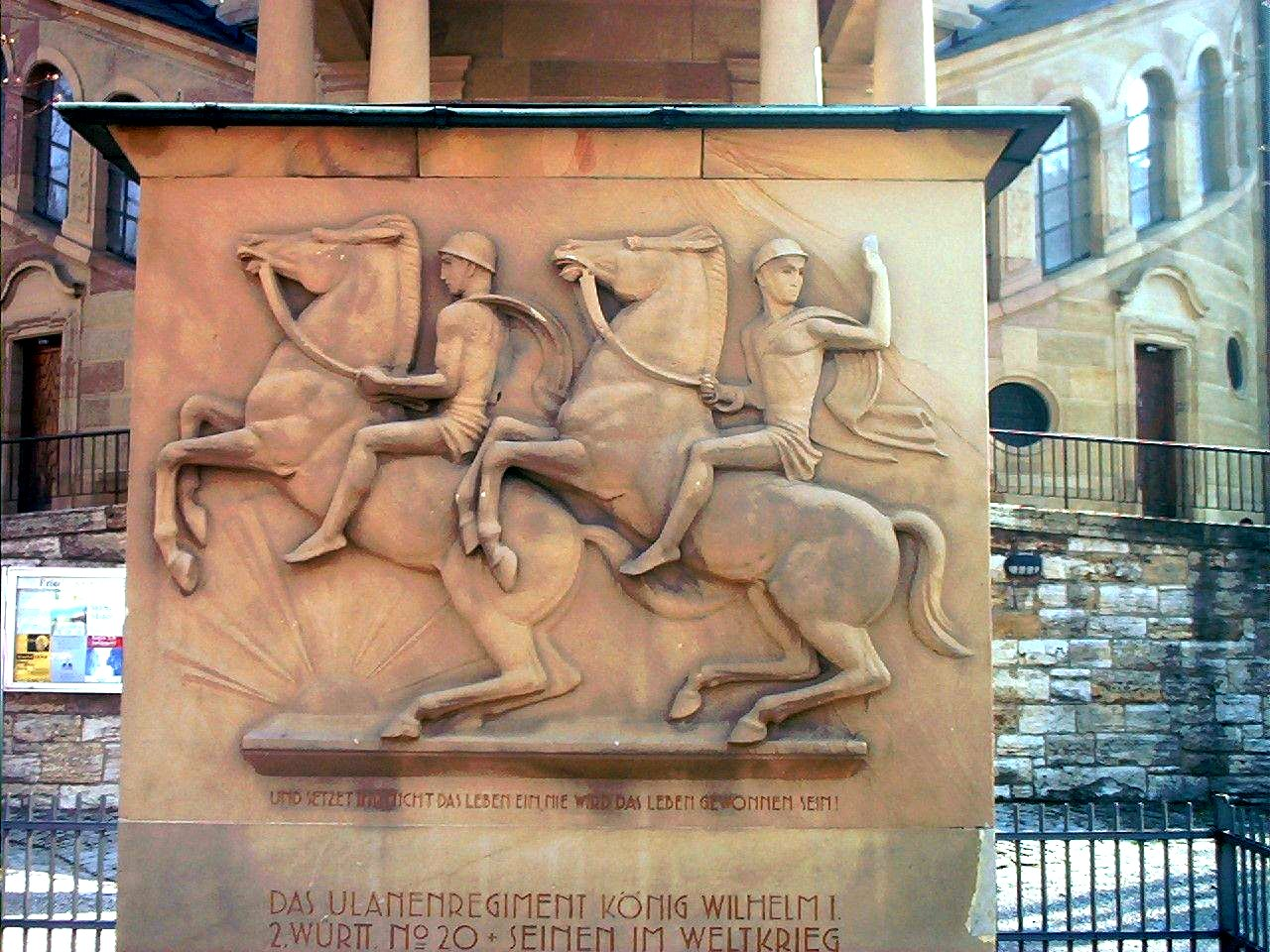
Denkmal des Regiments in Ludwigsburg
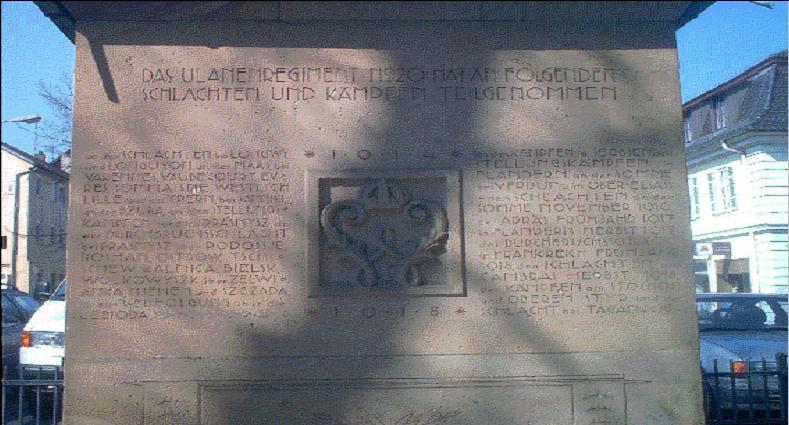
Denkmal des Regiments in Ludwigsburg

### Garnisonen

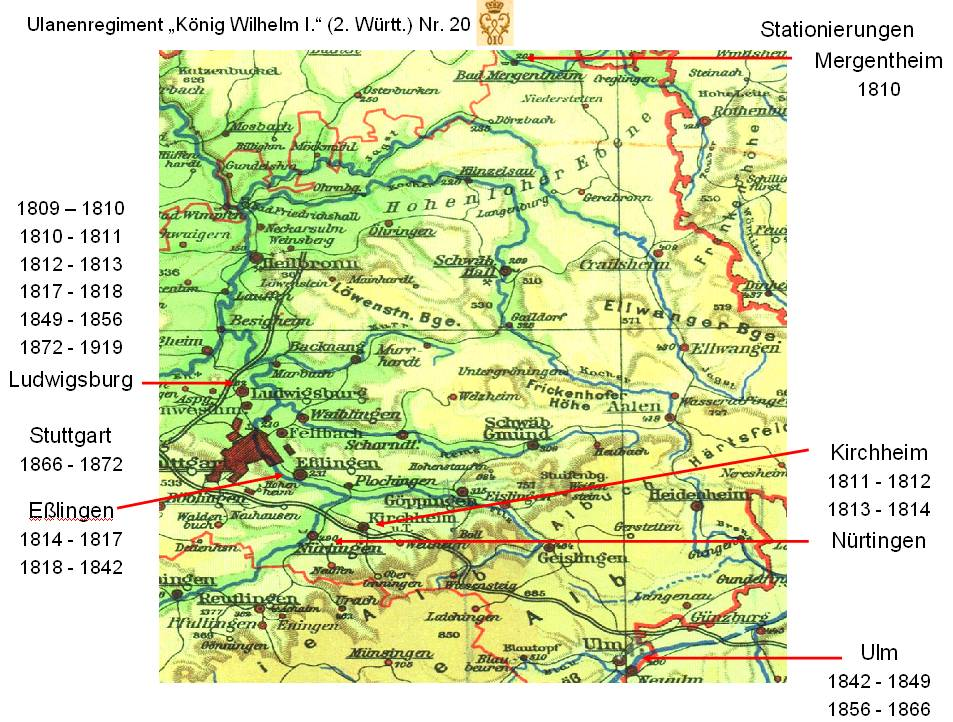
Stationierungsorte des Regiments

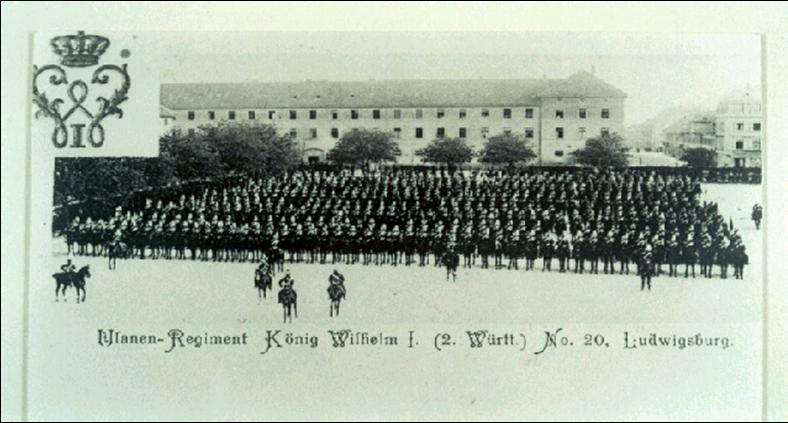
Ulanen-Regiment „König Wilhelm I.“ (2. Württembergisches) Nr. 20 vor der Wilhelmskaserne in Ludwigsburg

- 1809 Ludwigsburg, danach Mergentheim, Schloss, Probsthof und Dominikanerkloster, Marstall
- 1810 Ludwigsburg, Kaserne am Arsenalplatz, Reiterkaserne am Karlsplatz (heute Hochbauamt)
- 1811 Kirchheim, Schloss, und Nürtingen, Kaserne (später Gasthaus zum Stern)
- 1818 Esslingen, Kaserne auf dem Gelände des ehemaligen Friedhofs des Klosters Sirnau, beim Bau der Eisenbahnlinie abgebrochen.
- 1842 Ulm, Zeughaus[4]
- 1849 Ludwigsburg, Kaserne am Arsenalplatz
- 1856 Ulm, Zeughaus
- 1866 Stuttgart, Reiterkaserne (auf dem Gelände des späteren Güterbahnhofs)
- 1871–1919 Ludwigsburg, Marstallkaserne (heute Marstall-Center), Wilhelmskaserne (heute WilhelmGalerie[5])

### Teilnahme an Gefechten und Kampfhandlungen
- 1809 Im Dezember marschierte das Regiment, verstärkt durch ein Bataillon der Garde zu Fuß und eine Kompanie Artillerie mit sechs Geschützen, in den Raum Mergentheim, um einer Besetzung durch badische Truppen zuvorzukommen. Keine Kampfhandlungen, da sich die badischen Truppen zurückzogen. Danach blieb das Regiment dort stationiert.
- 1812 und 1813 nahm das Regiment nicht an den Feldzügen teil, gab aber Mannschaften und Pferde an die anderen Regimenter ab.
- 1813 Das Regiment bildete mit anderen unter General von Beroldingen entlang der östlichen Landesgrenze von Ellwangen bis Weikersheim einen Grenzkordon. Keine Kampfhandlungen.
- 1814 gegen Frankreich mit der Hauptarmee (württembergisches Korps im IV. Korps), Stärke 4 Eskadronen mit 508 Mann und Pferden.
- 1815 gegen Frankreich im III. Korps der Oberrhein-Armee, Stärke 4 Eskadronen.
- 1866 gegen Preußen, Stärke 715 Unteroffiziere und Mannschaften, 647 Pferde einschließlich der unterstellten 3. Eskadron des zurückgebliebenen 2. Reiter-Regiments. Eingesetzt bei der Kavallerie-Reserve des VIII. Korps des Deutschen Bundes klärte das Regiment zunächst im Raum nördlich Frankfurt auf, zog sich mit dem Korps nach Südwesten zurück, war an dem Gefecht bei Tauberbischofsheim am 24. Juli nicht direkt beteiligt, kam am 25. Juli noch beim Gefecht bei Gerchsheim zum Einsatz und ging mit dem Korps auf Würzburg zurück. Nach dem Waffenstillstand am 1. August kehrte das Regiment über Uffenheim und Rothenburg ob der Tauber nach Stuttgart zurück.
- 1870/1871 gegen Frankreich. Bei Ausbruch des Krieges wurden die 1. und 2. Eskadron des Regiments auf volle Kriegsstärke gebracht durch Mannschaften und vor allem Pferde der 3. und 4. Eskadron und in die Kavallerie-Brigade der württembergischen Division eingegliedert, mit der sie am 4. August als Vorhut den Rhein überschritten. Mit dem V. preußischen Korps erreichten die Eskadrons am 30. August Beaumont. Vom 2. bis 7. September waren beide Eskadrons dem 3. Infanterie-Regiment zum Rücktransport von Gefangenen unterstellt. Nach ihrer Rückkehr gehörten sie zur 3. Infanterie-Brigade, die ab 13. September den Schutz des Großen Hauptquartiers in Meaux übernahm. Die 3. und 4. Eskadron waren zunächst im Standort verblieben. Sie wurden durch einberufene Reservisten und neue Pferde (Remonten) wieder aufgefüllt. Die 3. Eskadron kam zum „Detachement Oberst v. Seubert“, das von Mitte Juli bis Mitte August den Auftrag hatte, den Schwarzwald zu decken und das 7. Französische Korps bei Mühlhausen zu binden. Die 4. Eskadron verlegte vom 3. bis 7. September per Eisenbahn von Stuttgart nach Nancy und begleitete ab da einen Munitionstransport als Eskorte in den Raum Meaux, die 3. Eskadron wurde die ganze Strecke mit der Eisenbahn nachgeführt. Am 25. September trafen beide beim Regiment ein. Während der Einschließung von Paris hatte das Regiment Aufträge zum Einrichten und Halten von Relais, Vorpostendienst, Detachements gegen Franktireure, Sicherung der Artillerie durch weite Patrouillen bis zu 6 Stunden. Nach dem Waffenstillstand verlegte die württembergische Division in das Departement Marne und kehrte nach dem Friedensschluss wieder zurück. Verluste: 3 Gefallene, 7 Verwundete, 5 Gefangene, 28 Pferde[6].
- 1900 am zweiten internationalen Expeditionskorps in China nahmen 7 Ulanen teil, 1 wurde verwundet.
- 1904/1906 am Kampf gegen die Herero nahmen 1 Offizier, 2 Unteroffiziere und 19 Ulanen teil. Verluste: 2 Gefallene, 2 Verstorbene.
- Mit der Mobilmachung zum Ersten Weltkrieg nahm das XIII. (Königlich Württembergisches) Armee-Korps seine Kriegsgliederung ein, die 27. Kavallerie-Brigade (2. Königlich Württembergische) wurde aufgelöst und das Regiment mit vier Feldeskadronen der 26. (1. württ.) Infanterie-Division als Divisionskavallerie unterstellt. In der kurzen Zeit zwischen Beginn der Mobilmachung am 31. Juli und dem Ausrücken des Regiments am 3. August 1914 konnte das Regiment nicht auf die volle Kriegsstärke (Personal und Pferde) gebracht werden. Die weiter eintreffenden Reservisten und Pferde wurden durch die Ersatzeskadron aber schnell nachgeführt. Die Eskadrons stellten, zum Teil zugweise, Aufklärungs- und Sicherungs-Patrouillen sowie Meldereiter zu allen Truppenteilen der Division, ein Zug befand sich beim Stabsquartier der Division. Die 4. Friedenseskadron blieb als Ersatzeskadron in Ludwigsburg zurück.

Vom 29. Dezember 1914 bis 17. März 1915 war das Regiment – ohne 1. Eskadron (diese blieb bei der 26. (1. Württ.) Infanterie-Division) – beim III. Reserve-Korps eingesetzt zum Schutz an der Weichsel bei Wloclaw und Płock. Während dieser Zeit unterstand die 2. Eskadron des Reserve-Dragoner-Regiments 4 dem Regiment.
Am 7. Juli 1916 wurden die Eskadrons der Etappen-Inspektion 4 in Belgien zum Etappendienst (Grenz- und Bahnschutz) unterstellt, danach kamen sie einzeln und selbständig zu verschiedenen Divisionen.
- Regimentsstab:

Am 7. Juli 1916 erhielt der Kommandeur des Regiments den Befehl, die „Bildung und Führung eines Landsturm Infanterie Regiments zu übernehmen zwecks Verwendung in vorderster Linie.“ Dieses Regiment erhielt den Namen Landsturm Infanterie Regiment v. Schellerer und bestand aus dem Stab Ulanenregiment Nr. 20, Maschinengewehrzug des Ulanenregiments, Landsturm Infanterie Bataillon Hall, Landsturm Infanterie Bataillon Essen und Landsturm Infanterie Bataillon Potsdam. Am 14. August übergab Oberstleutnant von Schellerer das Regiment an seinen Nachfolger.
18. August 1916 bis 12. Mai 1917 der 7. Landwehr-Division unterstellt. Dort war der Kommandeur 25. September bis 6. Oktober 1916 mit der Führung des Landwehr-Infanterie-Regiments 121, 8. Oktober bis 28. Oktober 1916 mit der Führung des Landwehr-Infanterie-Regiments 126 und 29. Oktober bis 17. November 1916 mit der Führung des Landwehr-Infanterie-Regiments 121 beauftragt.
15. Mai 1917 bis 14. Januar 1918 der 26. Landwehr-Division, dort der 51. Landwehr-Brigade unterstellt („Kommandeur hat sich mit dem ganzen Abschnitt der Division vertraut zu machen und ist von 51. Brigade zu Besichtigungen, Übungen und besonderen Prüfungen heranzuziehen. Stab wird zur Vertretung zurückgezogener Regimentsstäbe der Landwehr Regimenter eingesetzt werden.“)
Am 15. Januar 1918 wurde der Stab unter gleichzeitiger Verlegung nach Colmar dem Oberkommando der Armee Abteilung „B“ zugeteilt. Der Kommandeur, Major Gleich, wurde „Pferde-Inspizient der Armee Abteilung B“, der übrige Stab „Abteilung Pferde beim Armeeoberkommando B“.
Am 26. November 1918 wurde, inzwischen in Schwenningen, die Abteilung Pferde des Armeeoberkommando B „aufgehoben“, der Regimentsstab marschierte selbständig zurück und erreichte am 30. November 1918 Ludwigsburg.
- 1. Feld-Eskadron

4. Juni 1916 bis 1. Dezember 1918 bei der 7. Landwehr-Division. Mit dieser erreichte sie im Korps Knoerzer im Sommer 1918 Taganrog am Asowschen Meer.
2. bis 25. Dezember 1918 Bahntransport nach Kornwestheim
- 2. Feld-Eskadron

7. Juli bis 2. August 1916 Etappen-Inspektion 4 in Belgien
3. Oktober 1916 bis 12. November 1918 bei der 26. (1. Württ.) Infanterie-Division
12. November bis 8. Dezember 1918 Rückmarsch nach Marbach am Neckar
- 3. Feld-Eskadron

3. August bis 17. September 1916 bei der 7. Landwehr-Division
18. August 1916 bis 15. Januar 1917 bei der 8. Landwehr-Division
16. Januar bis 12. Februar 1917 bei der 37. Infanterie-Division
13. Februar 1917 bis 12. November 1918 bei der 26. Landwehr-Division
12. November bis 8. Dezember 1918 Räumung des besetzten Gebietes und Rückmarsch nach Marbach am Neckar
- 4. Feld-Eskadron

3. August bis 11. November 1918 bei der 2. Landwehr-Division
4. bis 8. Dezember 1918 Räumung des besetzten Gebietes und Rückmarsch nach Marbach am Neckar
Verluste: 110 Gefallene, 26 Verstorbene (zum Teil bei der Infanterie und den Fliegertruppen)
Die Ersatzeskadron stellte zunächst gleich mit Kriegsbeginn die 3. Landwehr-Eskadron XIII, die 3. Landsturm-Eskadron XIII und die Kavallerie-Ersatz-Abteilung XIII auf, im Januar 1915 die Inspektion der Ersatz-Eskadrons XIII.

## Auftrag
Der Auftrag des Regiments war die Ausbildung der Soldaten zur Aufklärung (Patrouillendienst), Flankensicherung und als Meldereiter sowie die weitere Ausbildung der Remonten.

## Organisation

### Verbandszugehörigkeit
Bis 1816 gab es in Württemberg im Frieden keine Großverbände. Solche wurden nur für einzelne Feldzüge zusammengestellt.
Mit der grundlegenden Neuorganisation 1817 wurde das württembergische Heer erstmals auch im Frieden in Großverbände gegliedert. Die Reiterei wurde in eine Division mit zwei Brigaden gegliedert, mit dem 1. Reiter-Regiment bildete das Regiment die I. Brigade. Von 1833 bis 1842 gehörte das Regiment zur II. Brigade. Im Juli 1849 fiel die Division weg, die Reiter-Regimenter wurden in einer Brigade zusammengefasst. Am 13. September 1852 wurde diese Brigade wieder in Division umbenannt. Von 1871 bis 1914 gehörte das Regiment zur 27. Infanterie-Brigade (2. Königlich Württembergische) in Ulm, (27. Division (2. Königlich Württembergische), XIII. (Königlich Württembergisches) Armee-Korps, 5. Armee).
Zu Beginn des Ersten Weltkriegs wurde die Friedensgliederung der Kavallerie aufgelöst und das Regiment mit vier Feldeskadronen der 26. Division (1. Königlich Württembergische) als Divisionskavallerie unterstellt.

### Gliederung und Stärke
Das Regiment gliederte sich ab seiner Aufstellung in vier Eskadronen, erst 1898 kam eine 5. Eskadron dazu.
1820 betrug die Friedensstärke des Regiments 17 Offiziere, 67 Unteroffiziere, 264 Reiter und 2 Non-Combatanten sowie 345 Reitpferde in vier Eskadronen. Um es auf die volle Kriegsstärke zu bringen, hätten 8 Offiziere, 54 Unteroffiziere (darunter 10 Ärzte), 381 Mannschaften (darunter 64 Schützen mit einer besonderen Ausbildung), 5 Fahrer aus dem Urlaub zurückgerufen bzw. Reservisten oder Rekruten einberufen und ausgebildet sowie 462 Reitpferde beschafft und ausgebildet werden müssen.
Die Stärken 1914 nach der Mobilmachung betrugen
| Planmäßige Stärke                                                                   | Ausrückstärke                                                                                     | Ausrückstärke                                                     | Ausrückstärke                                                     | Ausrückstärke                                                     |
| ----------------------------------------------------------------------------------- | ------------------------------------------------------------------------------------------------- | ----------------------------------------------------------------- | ----------------------------------------------------------------- | ----------------------------------------------------------------- |
| Kavallerie-Regiment 749 Mann 753 Reitpferde 52 Handpferde 2 Packpferde 52 Zugpferde | Ulanen-Regiment 20 664 Mann 560 Reitpferde 58 Handpferde 2 Packpferde 56 Zugpferde                |                                                                   |                                                                   |                                                                   |
| Regimentsstab 42 Mann 33 Reitpferde 10 Handpferde 2 Packpferde 20 Zugpferde .       | Stab Ulanen-Regiment 20 51 Mann 24 Reitpferde 10 Handpferde 2 Packpferde 24 Zugpferde 2 Fahrräder |                                                                   |                                                                   |                                                                   |
| Eskadron 180 Mann 180 Reitpferde 12 Handpferde 8 Zugpferde                          | 1. Feldeskadron 152 Mann 148 Reitpferde 12 Handpferde 8 Zugpferde                                 | 2. Feldeskadron 125 Mann 121 Reitpferde 12 Handpferde 8 Zugpferde | 3. Feldeskadron 167 Mann 130 Reitpferde 12 Handpferde 8 Zugpferde | 4. Feldeskadron 141 Mann 137 Reitpferde 12 Handpferde 8 Zugpferde |

Zum Regimentsstab gehörten nach der Mobilmachung Kommandeur, Major beim Stabe, Regimentsadjutant, Ordonnanz-Offizier, Telegrafie-Offizier, Führer der Großen Bagage, Verpflegungs-Offizier, 2 Regimentsärzte, 3 Regimentsveterinäre, Feldzahlmeister, 1 Offizierstellvertreter, Unteroffizier Regimentsschreiber, Unteroffizier stellv. Waffenmeister, 2 Unteroffiziere, 1 Ulan, Musikmeister, Vizewachtmeister Trompeter, 2 Radfahrer, außerdem 1 Sergeant Berittführer, 7 berittener Pferdewärter, 4 unberittener Pferdewärter (sie fuhren auf den Wagen mit) sowie 1 Fahrer vom Sattel für den vierspännigen Stabspackwagen, 1 Sergeant Brückenwagenfahrer, 6 Fahrer vom Sattel für die zwei sechsspännigen Brückenwagen, 1 Sergeant Telegrafenwagenfahrer, 1 Fahrer vom Bock des Fernsprech-Wagens, 1 Sergeant Futterwagenfahrer, 1 Fahrer vom Sattel für den vierspännigen Futterwagen, 1 Fahrer vom Bock für den zweispännigen Lebensmittelwagen, 2 Führer der beiden Sanitätspackpferde. Für den Kommandeur, Herzog Ulrich von Württemberg, kamen als Mitglied der königlichen Familie noch der persönliche Adjutant sowie ein berittener und ein unberittener Pferdewärter für ihn und den Adjutanten hinzu.
Bei der Mobilmachung 1914 bestand beim Regiment noch kein MG-Zug. Nachdem das Regiment während seines Einsatzes an der Ostfront 1914/1915 erbeutete Maschinengewehre zugewiesen bekommen hatte und einzelne Ulanen daran durch die Infanterie ausgebildet worden waren, wurde aus diesen Mannschaften am 17. Juni 1916 zunächst außerplanmäßig, ab 1. Mai 1917 planmäßig ein MG-Zug mit vier Maschinengewehren gebildet, ab 1. Juli 1917 mit eigenem Kriegstagebuch. Er unterstand 17. Juni bis 15. August 1916 direkt dem Stab, 16. August bis 15. Oktober 1916 dem Landsturm-Infanterie-Regiment 39 und 16. Oktober 1916 bis 1. Februar 1918 der 1. Eskadron.

### Kommandeure
| Nr. | Dienstgrad                                                    | Name                                                                        | Beginn der Berufung                                                                                                   | Bemerkung |
| --- | ------------------------------------------------------------- | --------------------------------------------------------------------------- | --- | --- |
| 1.  | Obristlieutenant, 10. Januar 1811 Obrist                      | Friedrich Reinhardt Freiherr von Massenbach                                 | 1809 | 26. Mai 1811 Abschied, danach Ober-Intendant der Kavallerie im Kriegsratskollegium |
| 2.  | Obristlieutenant, 10. Januar 1811 Obrist                      | Kraft Ernst von Falkenstein                                                 | 1811 | 20. Juli 1812 versetzt als Kommandeur zum Chevauxlegers-Regiment Nr. 1 Prinz Adam |
| 3.  |                                                               | Andreas von Raßler                                                          | 1812 | 17. September 1812 Abschied von Russland aus vor Übernahme des Regiments |
| 4.  | Obrist                                                        | Karl Friedrich Ludwig von Palm                                              | 17. September 1812 | aber bereits am 7. September 1812 in Borodino gefallen |
| 5.  | Obrist                                                        | Ludwig Franz Xaver von Spitzemberg                                          | 23. Oktober 1812 | 26. Februar 1813 versetzt als Brigadier und Kommandeur 7. Infanterie-Regiment |
| 6.  | Obristlieutenant, 31. Dezember 1813 Obrist                    | Karl Fidel Anton von Wagner-Frommenhausen                                   | 26. Februar 1813 | 14. Juni 1814 Abschied, danach Hofjägermeister |
| 7.  | Obrist                                                        | Johann August Wilhelm von Milkau                                            | 17. November 1813 | 1. Dezember 1813 versetzt zum Leib-Cavallerie-Regiment Nr. 1 |
| 8.  | Oberst                                                        | Friedrich Wilhelm Graf von Bismarck                                         | 15. Juni 1814 | 5. April 1819 Kommandeur der Kavallerie-Brigade |
| 9.  | Oberstleutnant                                                | Friedrich von Moegelin                                                      | 25. April 1815 | Interimskommandeur während des Feldzuges 1815–1816 |
| 10. | Oberst                                                        | Friedrich Ludwig Eduard Karl Freiherr von Lützow                            | 1. Juni 1819 | 4. März 1841 Generalmajor und Kommandant 2. Reiter-Brigade |
| 11. | Oberst                                                        | Friedrich von Rantzau                                                       | 4. März 1841 | 17. April 1848 zum Ehren-Invaliden-Corps |
| 12. | Oberst                                                        | Richard von Weißenstein                                                     | 24. April 1848 | 13. September 1852 Generalmajor und Kommandeur Reiter-Division |
| 13. | Oberst                                                        | Rudolf Max von Herbort                                                      | 20. September 1852 | 16. Juni 1856 zum Ehren-Invaliden-Corps |
| 14. | Oberst                                                        | Heinrich Gustav Adolf Freiherr Entreß von Fürsteneck                        | 20. September 1859 | 19. Dezember 1859 Generalmajor und Kommandeur der Reiter-Division |
| 15. | Oberst                                                        | Franz Wilhelm Freiherr von Falkenstein (Sohn von Nr. 2)                     | 19. Dezember 1859 | 13. Mai 1872 Abschied, gleichzeitig Generalmajor |
|     | Major                                                         | Wilhelm Alexander Edwin Werckmeister gen. von Oesterling                    | | Major im Ostpreußischen Ulanen-Regiment Nr. 8 à la suite 8. Januar 1872 ins Regiment kommandiert 13. Mai bis 13. September 1872 Führer des Regiments                                                                                            |
| 15. | Oberst                                                        | Wilhelm Karl Ernst Heinrich von Ausin                                       | 13. September 1872 | 3. April 1876 Abschied, gleichzeitig Generalmajor |
| 17. | Major 1. April 1890 Oberstleutnant, 30. September 1881 Oberst | Ludwig Ernst Karl Kasimir August Graf von Lippe-Falkenflucht                | 10. April 1876 ins Regiment als Major à la suite, mit der Führung des Regt. beauftragt 22. September 1876 Kommandeur  | 6. Juni 1876 Abschied |
| 18. | Oberstleutnant                                                | Alfred Reinhard Freiherr von Roeder                                         | 10. April 1876 ins Regiment als Major à la suite, mit der Führung des Regt. beauftragt, 22. September 1876 Kommandeur | 6. Juli 1886 Kommandeur Ulanen-Regiment „König Wilhelm I.“ (2. Württembergisches) Nr. 19 |
| 19. | Oberstleutnant, 21. September 1889 Oberst                     | Karl Friedrich von Müller                                                   | 8. Juli 1886 | 5. Januar 1891 Kommandeur 26. (1. württ.) Kavallerie-Brigade |
| 20. | Oberstleutnant, 3. Februar 1893 Oberst                        | Gustav Alfred von Sautter                                                   | 17. Januar 1891 | 5. Januar 1891 Kommandeur 26. (1. württ.) Kavallerie-Brigade |
| 21. | Oberstleutnant, 22. März 1897 Oberst                          | Emil Friedrich von Benzinger                                                | 14. Mai 1894 | 20. Juli 1898 kommandiert nach Preußen als Vertreter Kommandeur, 16. November 1891 Kommandeur 30. Kavallerie-Brigade |
| 22. | Major, 18. April 1900 Oberstleutnant, 22. April 1902 Oberst   | Julius Johann Franz Ernst Moritz Freiherr von Falkenstein (Sohn von Nr. 15) | 18. August 1898 Führer des Regiments, 15. Juni 1999 Kommandeur                                                        | 20. Juli 1898 kommandiert nach Preußen als Vertreter Kommandeur, 16. November 1891 Kommandeur 30. Kavallerie-Brigade |
| 23. | Oberstleutnant i. G. 10. April 1906 Oberst                    | Karl Albert von Knoerzer                                                    | 10. März 1904 | 18. Mai 1908 mit der Führung 27. Kavallerie-Brigade beauftragt |
| 24. | Oberstleutnant, 7. September 1909 Oberst                      | Eberhard von Hofacker                                                       | 18. Mai 1908 | 25. Juli 1910 Chef des Stabes XIII. (Königlich Württembergisches) Armee-Korps |
| 25. | Oberstleutnant, 10. Juni 1913 Oberst                          | Ulrich Herzog von Württemberg                                               | 1910 | 19. Juni 1914 mit der Führung der 27. Kavallerie-Brigade beauftragt |
| 26. | Oberstleutnant                                                | Wilhelm von Marval                                                          | 17. Dezember 1914 | 9. Juni 1914 ins Regiment kommandiert zur Vertretung des Kommandeurs bis 1. August 1914 26. Oktober 1915 kommandiert zur Dienstleistung als Flügeladjutant Königs Wilhelm II.                                                                   |
| 27. | Major, 27. Januar 1916 Oberstleutnant                         | Theodor Maria Ferdinand Freiherr von Schellerer                             | 7. bis 17. Dezember 1914 Führer des Regiments 25. Oktober 1915 Kommandeur                                             | 28. Februar 1917 beurlaubt |
|     | Rittmeister                                                   | Friedrich Karl Erich Jobst                                                  | 31. Dezember 1915 bis 13. Januar 1916 Führer des Regiments                                                            | |
| 28. | Major                                                         | Wilhelm Gustav Philipp Julius Gleich                                        | 28. Februar 1917 | nach Aufteilung des Regiments ab 15. Januar 1918 Pferdeinspizient des Armee-Korps „B“ ab 26. November 1918 wieder Kommandeur des Regiments am 20. Januar 1919 Übertritt zur „Württembergischen Freiwilligen Abteilung“ (Sicherheits-Regiment 2) |
| 29. | Major                                                         | Karl Friedrich Wilhelm Landbeck                                             | 8. Mai 1919 | 17. Juli 1919 beurlaubt |
|     | Rittmeister                                                   | Johann Heinrich Berthold Freiherr Hiller von Gärtringen                     | 17. Juli bis 29. August 1919 Führer des Regiments                                                                     | |
|     | Major                                                         | Friedrich Karl Erich Jobst                                                  | 29. August bis 30. September 1919 mit der Führung des Rumpfregimentes beauftragt                                      | 1. Oktober 1919 bis 27. September 1920 Leiter der Abwicklungsstelle Ulanen-Regiment 20 als Major a. D. |

Siehe auch

### Regimentsinhaber und -chefs
Regimentsinhaber:
- Der einzige Inhaber, den das Regiment im Laufe seines Bestehens hatte, war von 1807 bis 1816 Erbprinz Wilhelm von Württemberg. Nach ihm als späterem König erhielt es 1864 den Zusatz im Namen.

Regimentschef:
- 1888–1919 Königin Charlotte von Württemberg

## Bewaffnung und Ausrüstung

### Hauptbewaffnung
Bei der Aufstellung bestand die Bewaffnung aus einer Muskete mit Bajonett, einer langen, mit Messing beschlagene Pistolen und einem krummen Säbel. 1818 erhielten zunächst die Reiter (im Mai nur die im ersten Glied, im November alle) eine Lanze und kurze Karabiner, so dass sie mit Lanze, kurzem Karabiner, Säbel und Pistole bewaffnet waren. Die Schützen hatten keine Lanze, dafür einen langen Karabiner. 1840/41 erhielt die Reiterei die ersten Karabiner mit Perkussionsschlössern und die Pistolen entfielen. Auch wurde von da an jeder Reiter im Plänkler-Dienst ausgebildet.
Ab 1873 erhielt das Regiment 32 Chassepotkarabiner, 1876 erhielten die Ulanen de Karabiner M 71, 1880 wurden die Pistolen durch Revolver ersetzt. 1890 wurde das Regiment mit dem Karabiner 88, Stahlrohrlanzen und Armeesattel (bis dahin Bocksattel) ausgerüstet, 1891 mit dem Kavallerie-Degen M 89.

### Sonstige Ausrüstung
1888 kam der erste Kavallerietelegraph in das Regiment, der 1890 durch ein neues Modell abgelöst wurde. 1900 wurde ein neuer Kavallerietelegraph eingeführt, der ab 1908 auf einem zweispännigen Wagen in der Gefechtsbagage mitgeführt wurde.
1914 gehörten zur
- Gefechtsbagage

des Regimentsstabs 10 Handpferde, 2 Sanitätspackpferde, 2 Reitpferde der Packpferdeführer, 1 zweispänniger Kavallerie-Sanitäts-Wagen, 2 sechsspännige Kavallerie-Brückenwagen, 1 zweispänniger Fernsprechwagen;
der Eskadron 12 Handpferde;
- Großen Bagage

des Regimentsstabs 1 vierspänniger Stabs-Packwagen, 1 zweispänniger Lebensmittelwagen, 1 vierspänniger Futterwagen;
der Eskadron 1 zweispänniger Eskadrons-Packwagen, 1 zweispänniger Lebensmittelwagen, 1 vierspänniger Futterwagen.
Feldküchen wurden bei der Kavallerie erst 1915 eingeführt.

### Uniform
1809 Grüner Rock mit weißem Unterfutter und Kragen, Aufschlägen mit rotem Vorstoß und weißen Knöpfen; weiße Weste. Weiße Reithosen und Stulpenhandschuhe. Grün lackierte Tschakos mit weißem Beschlag. Weißes Lederzeug. Ab 1814 weiße Litzen an Kragen und Ärmelaufschlägen. Grüne Schabracke mit weißem Rand und weißem gekrönten „F.R.“. Bocksattel mit weißem Schaffell als Sitz.
1815 Grüne Collets und Hosen. Trompeter gelbes Collet.
1816 Königsblaue Kuttka mit blauem, rot eingefassten Kragen, polnischen Aufschlägen mit roter Biese und gelben Panzerepauletten, blau-rote Schärpe. Lange blaue Hosen. Hoher roter Tschako ohne Beschlag. Weißes Lederzeug.

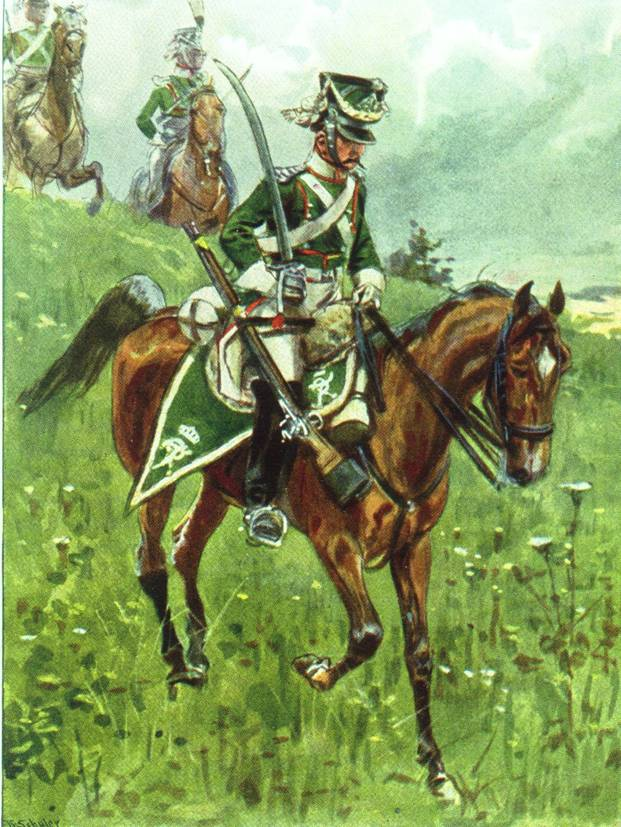
Uniform 1809
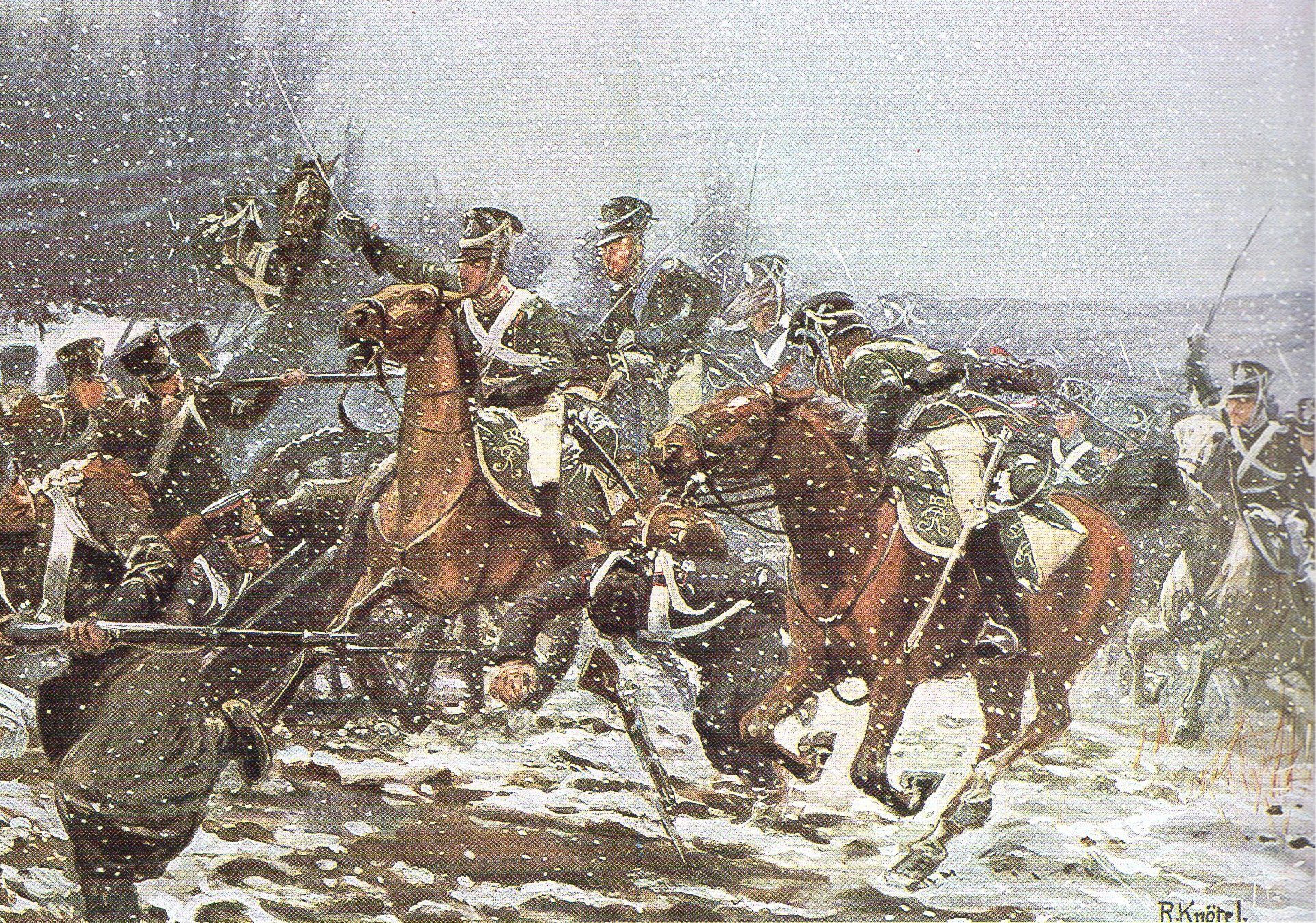
Uniform 1814
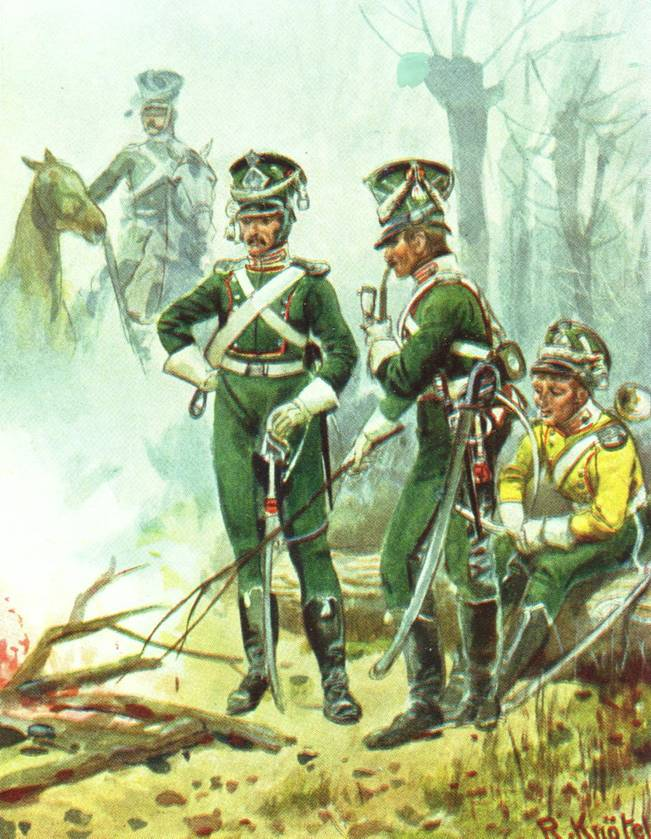
Uniform 1815
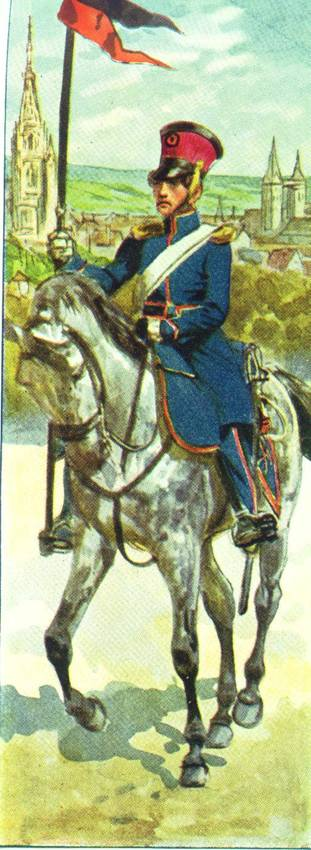
Uniform 1816

1821 Blaue Collets mit zwei Reihen gelber Knöpfe mit Regimentsnummer, kurzen Schößen, roten polnischen Aufschlägen mit einem Knopf. Halbmondförmiger Metallschild am Tschako. Blaue Schabracke mit roter Kante und rotemmgekrönten „W“.
Ab 1823 breite rote Streifen an den Hosen, am Tschako Reiter schhwarz-roter, Schützen grüner Busch aus Wolle.
1844 Collets mit nur einer Reihe Knöpfe.
1849 Waffenrock, Hosen ohne Streifen.
1864 Dunkelblauer Waffenrock, am Kragen rote Spiegel anstelle der Köpfe, rote Achselklappen und dicke rote Wülste an der Schulternaht als Schulterschutz. Lange graue Hosen. Schwarzer Haarbusch. Offiziere als Gradabzeichen Sterne am Kragen.

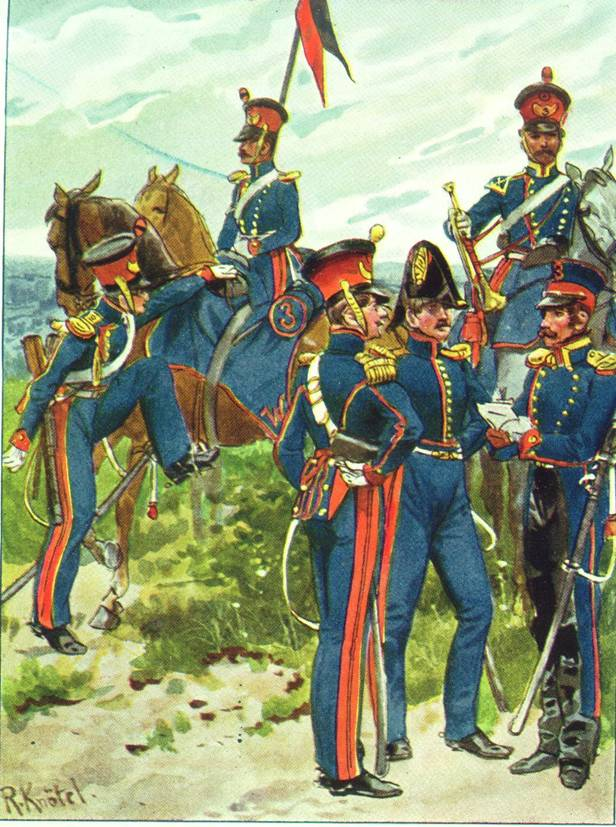
Uniform 1823
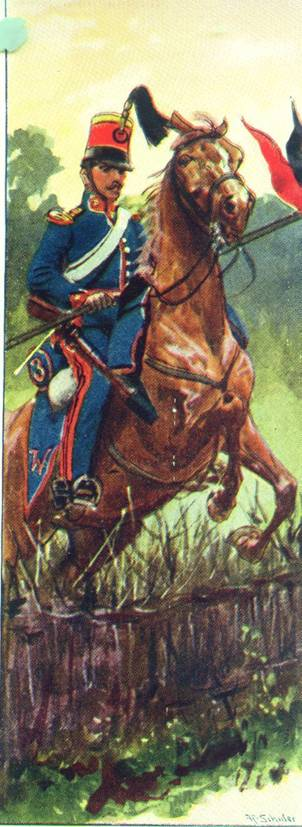
Uniform 1844
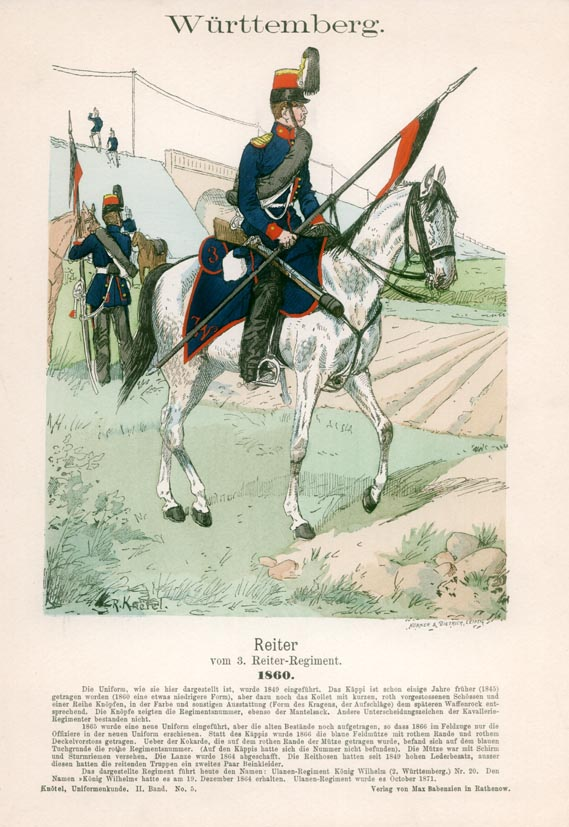
Uniform 1860
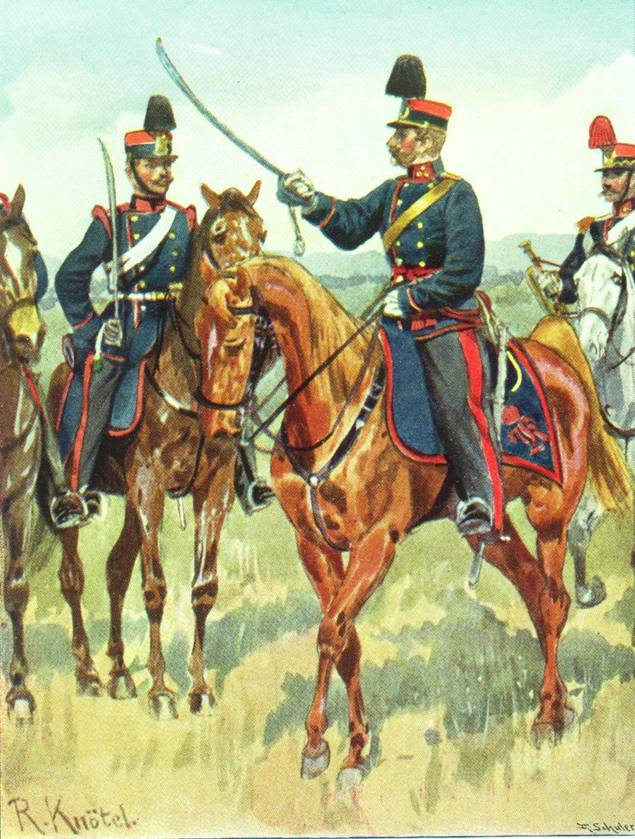
Uniform 1864

1869 Helm mit gelbem Beschlag anstelle Tschako
1871 Dunkelblaue, zweireihige Ulanka mit gelbem Unterfutter und weißen Knöpfen, gelbem Kragen, gelben polnischen Aufschlägen, gelben Biesen und Rückennähten. Epauletten mit gelbem Unterfutter, gelbem Feld und Halbmond aus Neusilber (Ulanen trugen auch bei normalem Dienst zur Ulanka Epauletten). Dunkelblaue Leibbinde mit gelben Streifen unten und oben. Tschapka aus schwarz lackiertem Leder mit viereckigem Deckel, Beschlag (württembergisches Wappen) aus Neusilber, gelber, gewölbter Schuppenkette und schwarz-rotes Feldzeichen an der linken Vorderseite des Deckels. An der rechten Spitze des Deckels weiße Fangschnur, Unteroffiziere mit Quaste. Schwarz-blaue Reithose mit Lederbesatz oder lange schwarz-blaue Tuchhose mit roter Biese. Lange Stiefel. Weißes Lederzeug. Schwarze Kartusche, Offiziere ab 1980 mit gekröntem, vergoldetem Namenszug „W.R.“
Zur Parade gelbe Rabatte aufgeknöpft und Haarbusch (Offiziere und Unteroffiziere von oben nach unten weiß, schwarz, rot, Mannschaften weiß) an der Tschapka. Dunkelblaue Sattelüberdecke mit breitem gelbem, schmalem blauen und schmalem gelben Randstreifen.
1890 Namenszug „W“ mit Krone auf den Achselklappen, Schulterstücken und Epauletten.
1891: Namenszug „W.I.“ mit Krone auf den Achselklappen, Schulterstücken und Epauletten.

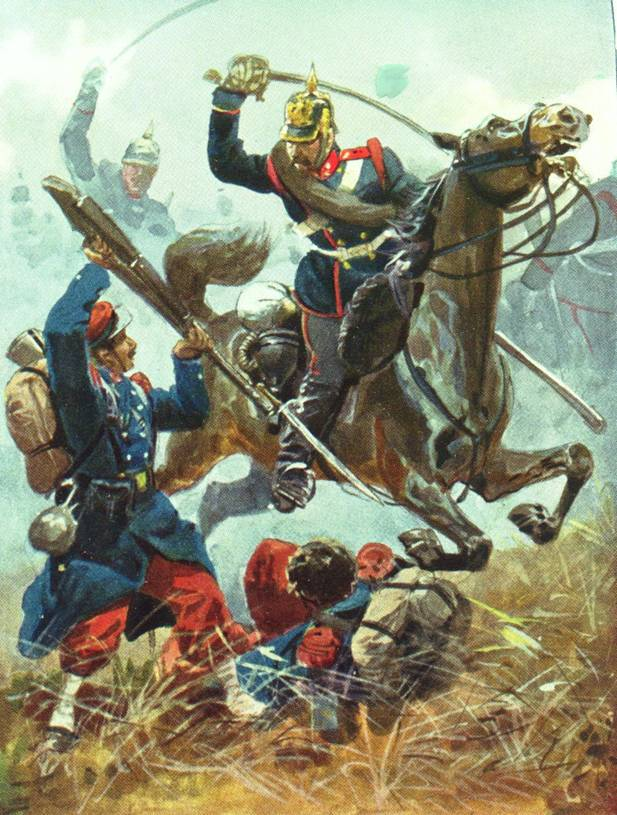
Uniform 1870
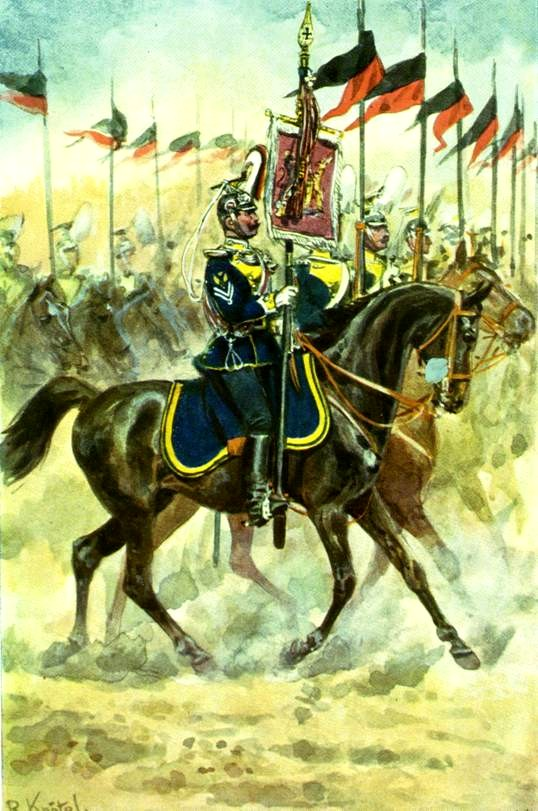
Uniform 1871
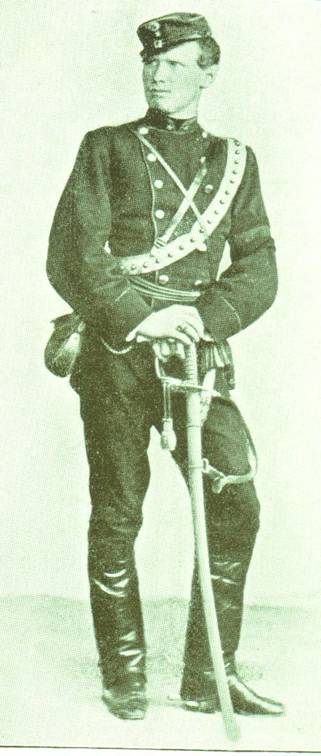
Kronprinz Wilhelm in der Uniform (Dienstanzug) Württembergisches 3. Reiter-Regiment „König Wilhelm“ 1866
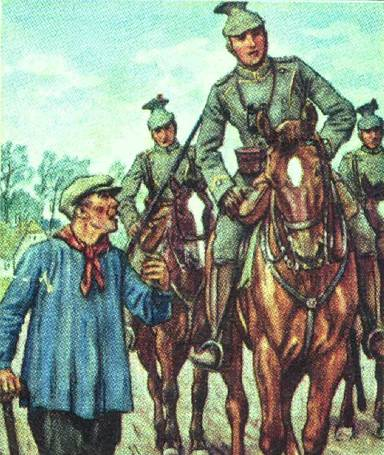
Felduniform 1914

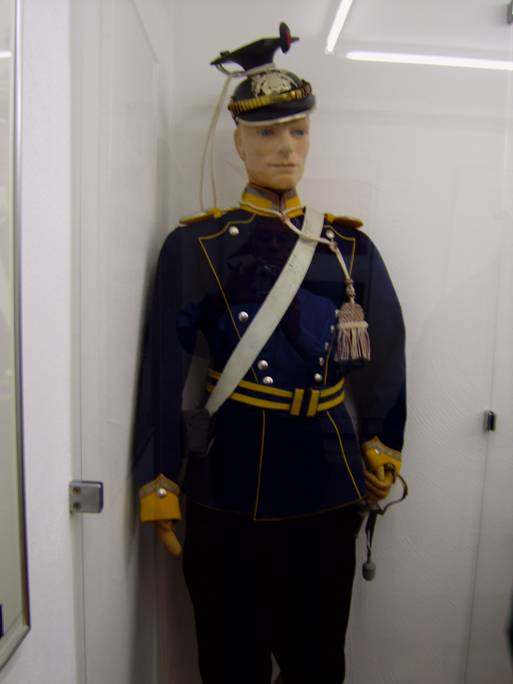
Sergeant des Ulanen-Regiment „König Wilhelm I.“ (2.Württ.) Nr. 20
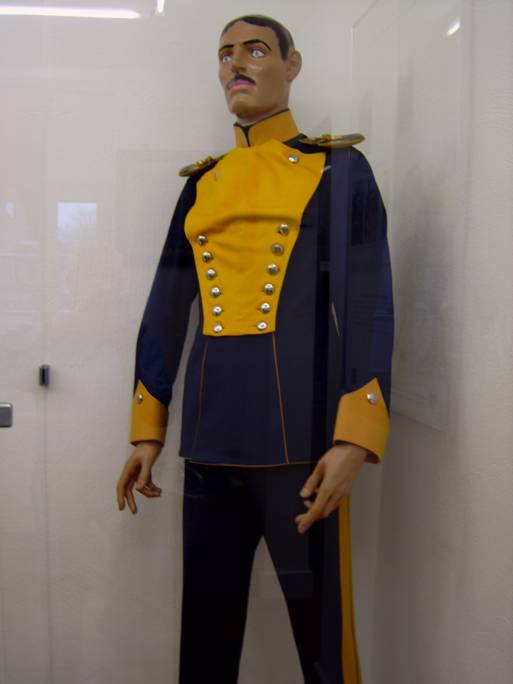
Offizier des Ulanen-Regiment „König Wilhelm I.“ (2.Württ.) Nr. 20 in Galauniform
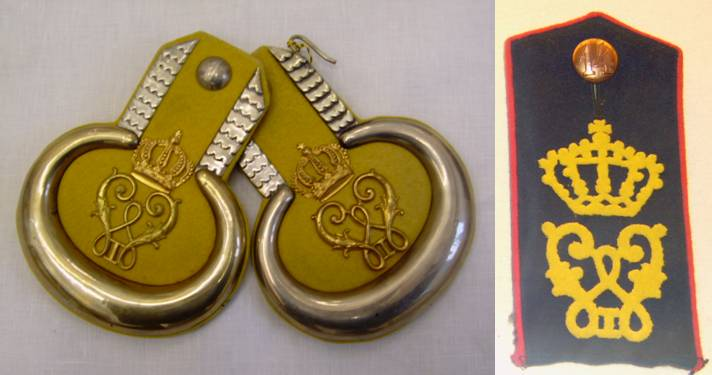
Epauletten und Achselklappen der Mannschaften Ulanen-Regiment „König Wilhelm I.“ (2.Württ.) Nr. 20
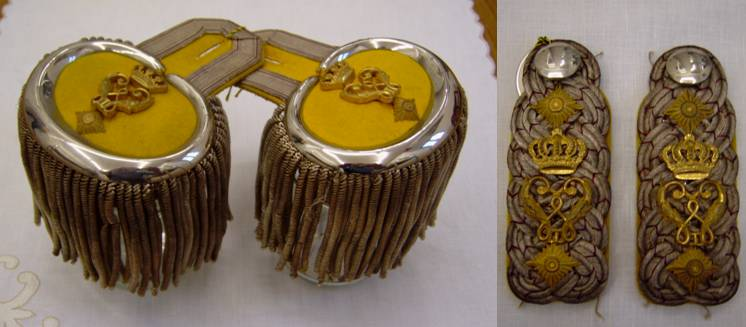
Epauletten und Schulterstücke eines Obersts (Kommandeur) Ulanen-Regiment „König Wilhelm I.“ (2.Württ.) Nr. 20

### Fahne
Am 9. Oktober 1809 erhielten die vier Escadrons des Regiments zu Pferd auf dem Karls-Platz in Ludwigsburg ihre Standarten: Gelber Damast mit weißen Fransen, auf der Vorderseite das königliche
Wappen, auf der Rückseite die Buchstaben „FR“, befestigt an einer schwarzen Stange. Wie bei allen Regimentern wurden am 4. Oktober 1818 die Fahnen durch Feldzeichen ersetzt, die durch Höchste Ordre vom 3. September 1851 wieder durch neue Standarten ersetzt wurden. Jede Eskadron erhielt eine Standarte aus burgunderrotem Tuch mit weißen Fransen an allen Seiten. In der Mitte der einen Seite befand sich der gold-gelbe gekrönte Namenszug „W“, die andere Seite das von einem gelben Hirsch und einem schwarzen Löwen gehaltene württembergische Wappen, auf blauem Devisenband die Inschrift „Furchtlos und trew“ sowie das weiße Kreuz des Militärverdienstordens.

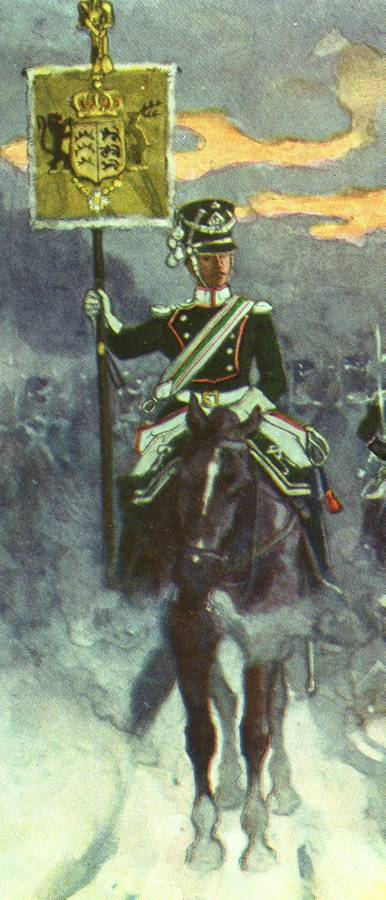
Standarte Württembergisches Dragoner-Regiment „Kronprinz“ 1809
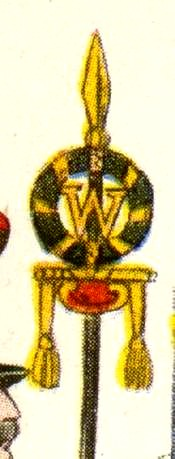
Württembergische Feldzeichen 1818
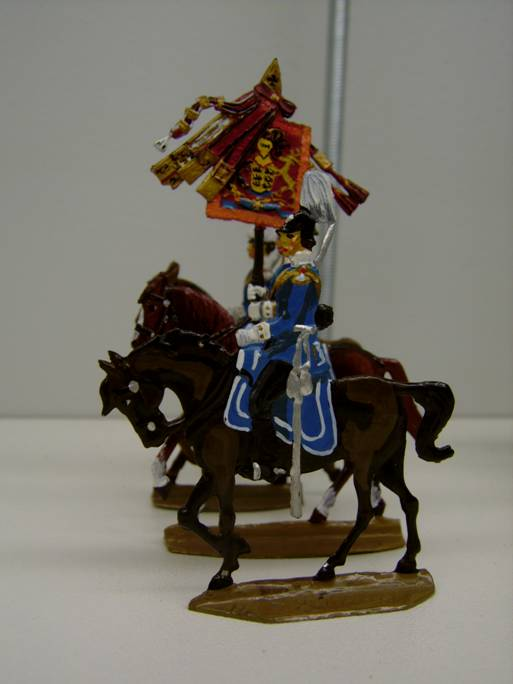
Zinnfigur: Standartenträger des Ulanen-Regiments „König Wilhelm I.“ (2. Württembergisches) Nr. 20

## Sonstiges

### Personen im Regiment
à la suite:
- Oktober 1905 als Rittmeister Herzog Ulrich von Württemberg

à la suite der Armee:
- Oberstleutnant Freiherr von Woellwarth-Langenburg
- Rittmeister Richard Fürst zu Sayn-Wittgenstein-Berleburg (1882–1925)

Sonstige:
- Karl Albert von Knoerzer-Suckow (* 10. Mai 1858 in Stuttgart; † 4. Juni 1932 in Stuttgart als Generalleutnant)

Knoerzer kam am 10. März als Oberstleutnant vom Generalstab der Armee als Kommandeur in das Regiment und wurde am 10. April 1906 zum Oberst befördert. Weiterer Werdegang: 25. Februar 1909 Kommandeur der 27. Kavallerie-Brigade (2. Württembergische), 20. April 1910 Beförderung zum Generalmajor, 18. Dezember 1912 Inspekteur der IV. Kavallerieinspektion, 3. Februar 1913 Beförderung zum Generalleutnant, am 27. Juni 1914 zur Disposition gestellt. Mit Ausbruch des Ersten Weltkriegs am 2. August 1914 Kommandeur der 30. Reserve-Division, 18. Januar 1916 Kommandeur 54. (württ.) Reserve-Division, Juli 1917 Kommandeur 7. (württ.) Landwehr-Division, 15. Februar 1918 Kommandierender General des Korps Knoerzer, 25. Februar 1918 Charakter als General der Kavallerie. Am 3. Oktober 1918 wurde das Korps Knoerzer aufgelöst, General von Knoerzer übernahm wieder das Kommando über die 7. (Württ.) Landwehr-Division.
- Arthur Bopp (1860–1928), württembergischer Generalmajor
- Dietrich Capler von Oedheim genannt Bautz (1876–1967), Regimentsadjutant
- Caesar von Hofacker (1896–1944), deutscher Offizier, Beteiligter am Attentat vom 20. Juli 1944
- Gottfried zu Hohenlohe-Langenburg (1897–1960), war 1918 als Leutnant im Regiment

## Verweise